# Alocución

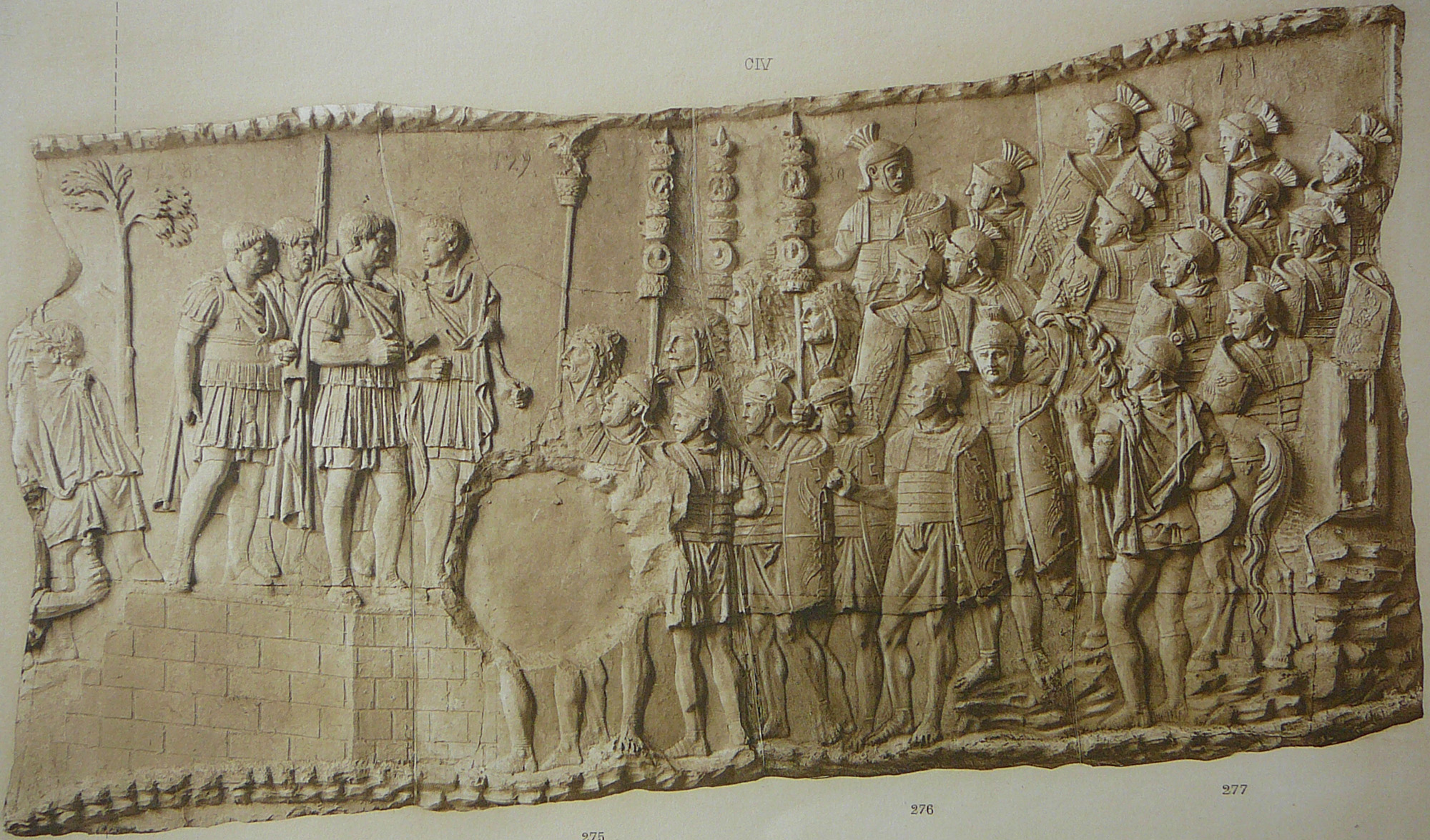
Alocución de Trajano a sus tropas, relieve de la columna de Trajano

Alocución es un discurso breve dirigido a los súbditos o subordinados.
En la Antigüedad, era el discurso de un general romano a sus tropas. Se lee en la primera edición de la Enciclopedia. 
Muchas medallas de Caligula, de Nerón, de Galba y de otros emperadores romanos representan a estos príncipes en hábito militar, arengando a los soldados con estas leyendas. ADLOC. COHORT. (Adlocutio cobonium). ADLOC. COHORT. PRAETOR. etc. Lo que prueba que las arengas militares de los antiguos no son tan sospechosas como han creído algunos críticos, pues que los emperadores dedicaron monumentos públicos a las que ellos hacían a sus ejércitos.
Las arengas de los emperadores y de los generales a sus tropas están suficientemente testificadas por todos los monumentos y por todos los autores de la antigüedad para que no se dude en ningún modo de su existencia. La alocución se hacía siempre sobre una especie de tribuna formada en el campo con céspedes. En la columna Trajana se ve al emperador en pie y acompañado de los principales oficiales hablando a las tropas armadas que tienen delante de sí y cerca del tribunal todas sus insignias. El emperador está en algunas partes con una media pica en la mano, símbolo del mando y en otras, con una espada. No obstante, los soldados no están allí siempre armados, pero se les ve siempre con sus insignias.
Un grito general, tal como el que las tropas daban para el combate, era la aprobación militar y se acompañaba también con la elevación de las manos. Una tercera especie de consentimiento se expresaba, dando en el escudo con la asta de la pica cuando se pedía el ir al combate. Los soldados levantaban igualmente sus escudos para aprobar lo que se les proponía, y estas costumbres no eran peculiares de los romanos, pues los germanos tenían las mismas. 
Si la proposición desagrada, dice Tácito, la desprecian con una conmoción; si agrada dan contra sus escudos. Este uso de aprobar con las armas es el más honroso.
Julio César dice de los galos: 
Toda esta multitud da un grito y hace resonar sus armas a su modo: así aprueban los discursos de sus generales.
Estos usos tenían un aire de grandeza y de majestad que debía infundirse en el alma del oficial y del soldado para hacerlos más capaces de grandes acciones. 